# Llista de topònims de Sant Quirze del Vallès
Llista de topònims (noms propis de lloc) del municipi de Sant Quirze del Vallès, al Vallès Occidental
Informació actualitzada per un bot. Els canvis manuals es perdran quan s'actualitzi!

## arbre singular
| imatge | Nom                   | Ubicat a               | instància de   | Detalls                                    | coordenades                                         | Protecció | Commons (més fotos)  | Dades a WD                    |
| ------ | --------------------- | ---------------------- | -------------- | ------------------------------------------ | --------------------------------------------------- | --------- | -------------------- | ----------------------------- |
|        | alzines de Can Camps  | Sant Quirze del Vallès | arbre singular | Taxon: alzina (Quercus ilex)               | 41° 30′ 42″ N, 2° 04′ 21″ E / 41.51175°N,2.072394°E |           | Alzines de Can Camps | Modifica les dades a Wikidata |
|        | roures de Can Vinyals | Sant Quirze del Vallès | arbre singular | Taxon: roure martinenc (Quercus pubescens) | 41° 31′ 26″ N, 2° 05′ 05″ E / 41.524017°N,2.08466°E |           |                      | Modifica les dades a Wikidata |

## carrer
| imatge | Nom              | Ubicat a               | instància de | Detalls                     | coordenades                                          | Protecció                                  | Commons (més fotos)                       | Dades a WD                    |
| ------ | ---------------- | ---------------------- | ------------ | --------------------------- | ---------------------------------------------------- | ------------------------------------------ | ----------------------------------------- | ----------------------------- |
|        | Carrer Nou       | Sant Quirze del Vallès | carrer       | Estil: arquitectura popular | 41° 31′ 54″ N, 2° 04′ 57″ E / 41.53156°N,2.082607°E  | bé integrant del patrimoni cultural català | Carrer Nou (Sant Quirze del Vallès)       | Modifica les dades a Wikidata |
|        | Carrer Vila Puig | Sant Quirze del Vallès | carrer       |                             | 41° 32′ 00″ N, 2° 04′ 49″ E / 41.533318°N,2.080343°E | bé integrant del patrimoni cultural català | Carrer Vila Puig (Sant Quirze del Vallès) | Modifica les dades a Wikidata |

## curs d'aigua
| imatge | Nom                     | Ubicat a                                         | instància de | Detalls                               | coordenades                                                                                               | Protecció | Commons (més fotos) | Dades a WD                    |
| ------ | ----------------------- | ------------------------------------------------ | ------------ | ------------------------------------- | --- | --------- | ------------------- | ----------------------------- |
|        | riera de Rubí           | Vallès Occidental Àmbit Metropolità de Barcelona | curs d'aigua | Desemboca: Llobregat Llarg: 13.5km    | 41° 27′ 46″ N, 2° 00′ 35″ E / 41.462906°N,2.009756°E ca:Riera de Rubí / Riera de les Arenes               |           | Riera de Rubí       | Modifica les dades a Wikidata |
|        | riu Sec                 | Vallès Occidental                                | curs d'aigua | Desemboca: Ripoll                     | 41° 37′ 56″ N, 2° 01′ 22″ E / 41.632116°N,2.022658°E 41° 29′ 29″ N, 2° 09′ 24″ E / 41.491427°N,2.156804°E |           | Riu Sec             | Modifica les dades a Wikidata |
|        | torrent de Can Corbera  | Terrassa Sant Quirze del Vallès Rubí             | curs d'aigua | Desemboca: riera de Rubí Llarg: 3.2km | 41° 31′ 37″ N, 2° 03′ 18″ E / 41.527009°N,2.054885°E 41° 30′ 44″ N, 2° 02′ 01″ E / 41.512151°N,2.033609°E |           |                     | Modifica les dades a Wikidata |
|        | torrent de Can Ferran   | Sant Quirze del Vallès Rubí                      | curs d'aigua | Desemboca: riera de Rubí              | 41° 31′ 03″ N, 2° 03′ 01″ E / 41.51741°N,2.050179°E 41° 30′ 09″ N, 2° 01′ 55″ E / 41.502477°N,2.031988°E  |           |                     | Modifica les dades a Wikidata |
|        | torrent de Can Fonollet | Terrassa Sant Quirze del Vallès                  | curs d'aigua | Desemboca: riera de Rubí Llarg: 1.1km | 41° 31′ 35″ N, 2° 01′ 40″ E / 41.526497°N,2.027707°E 41° 31′ 17″ N, 2° 02′ 14″ E / 41.521258°N,2.037116°E |           |                     | Modifica les dades a Wikidata |
|        | torrent de Vallcorba    | Sabadell Sant Quirze del Vallès                  | curs d'aigua | Desemboca: riu Sec Llarg: 4.9km       | 41° 33′ 28″ N, 2° 03′ 58″ E / 41.557765°N,2.066127°E 41° 31′ 37″ N, 2° 05′ 13″ E / 41.526809°N,2.086858°E |           |                     | Modifica les dades a Wikidata |

## edifici
| imatge | Nom                     | Ubicat a               | instància de | Detalls            | coordenades                                                              | Protecció                                  | Commons (més fotos)                        | Dades a WD                    |
| ------ | ----------------------- | ---------------------- | ------------ | ------------------ | ------------------------------------------------------------------------ | ------------------------------------------ | ------------------------------------------ | ----------------------------- |
|        | Antic Sindicat Agrícola | Sant Quirze del Vallès | edifici      | Estil: noucentisme | 41° 31′ 58″ N, 2° 04′ 51″ E / 41.532885°N,2.080737°E ca:Plaça de la Vila | bé integrant del patrimoni cultural català | Sindicat Agrícola (Sant Quirze del Vallès) | Modifica les dades a Wikidata |
|        | Cafè Espanyol           | Sant Quirze del Vallès | edifici      | Estil: noucentisme | 41° 31′ 58″ N, 2° 04′ 57″ E / 41.53277777777778°N,2.0825°E               | bé integrant del patrimoni cultural català | La Patronal (Sant Quirze del Vallès)       | Modifica les dades a Wikidata |

## entitat singular de població
| imatge | Nom                      | Ubicat a               | instància de                                   | Detalls  | coordenades                                                                  | Protecció | Commons (més fotos) | Dades a WD                    |
| ------ | ------------------------ | ---------------------- | ---------------------------------------------- | -------- | ---------------------------------------------------------------------------- | --------- | ------------------- | ----------------------------- |
|        | Can Casablanques         | Sant Quirze del Vallès | entitat singular de població                   | 3516 hab | 41° 32′ 16″ N, 2° 04′ 48″ E / 41.5378215°N,2.080073357°E 189 msnm            |           |                     | Modifica les dades a Wikidata |
|        | Can Pallars i Llobateres | Sant Quirze del Vallès | entitat singular de població                   | 1241 hab | 41° 32′ 21″ N, 2° 03′ 57″ E / 41.539263°N,2.065823°E 216 msnm                |           |                     | Modifica les dades a Wikidata |
|        | Mas Duran                | Sant Quirze del Vallès | entitat singular de població                   | 2370 hab | 41° 31′ 41″ N, 2° 04′ 55″ E / 41.528174297635°N,2.0819217899646°E 185 msnm   |           |                     | Modifica les dades a Wikidata |
|        | Sant Quirze Jardí        | Sant Quirze del Vallès | entitat singular de població                   | 879 hab  | 41° 31′ 41″ N, 2° 04′ 33″ E / 41.528126298422°N,2.0759293329226°E 174 msnm   |           |                     | Modifica les dades a Wikidata |
|        | Sant Quirze del Vallès   | Sant Quirze del Vallès | entitat singular de població capital municipal | 4719 hab | 41° 32′ 00″ N, 2° 05′ 00″ E / 41.53333°N,2.08333°E 189 msnm                  |           |                     | Modifica les dades a Wikidata |
|        | Vall Suau i Can Feliu    | Sant Quirze del Vallès | entitat singular de població                   | 2515 hab | 41° 31′ 43″ N, 2° 04′ 05″ E / 41.528738918451°N,2.06809977629959°E 221 msnm  |           |                     | Modifica les dades a Wikidata |
|        | Vallès Parc              | Sant Quirze del Vallès | entitat singular de població                   | 1158 hab | 41° 31′ 29″ N, 2° 04′ 20″ E / 41.524712°N,2.072086°E 181 msnm                |           |                     | Modifica les dades a Wikidata |
|        | el Castellet             | Sant Quirze del Vallès | entitat singular de població                   | 305 hab  | 41° 31′ 09″ N, 2° 04′ 55″ E / 41.5191681266547°N,2.08204909519385°E 198 msnm |           |                     | Modifica les dades a Wikidata |
|        | el Poble-sec             | Sant Quirze del Vallès | entitat singular de població                   | 374 hab  | 41° 31′ 37″ N, 2° 05′ 25″ E / 41.527026°N,2.090176°E 157 msnm                |           |                     | Modifica les dades a Wikidata |
|        | la Colònia Castelltort   | Sant Quirze del Vallès | entitat singular de població                   | 453 hab  | 41° 31′ 15″ N, 2° 04′ 47″ E / 41.520950204608°N,2.0796269200432°E 189 msnm   |           |                     | Modifica les dades a Wikidata |
|        | les Fonts                | Sant Quirze del Vallès | entitat singular de població                   | 2358 hab | 41° 31′ 30″ N, 2° 02′ 16″ E / 41.52508416°N,2.03782893°E 178 msnm            |           |                     | Modifica les dades a Wikidata |
|        | los Rosales              | Sant Quirze del Vallès | entitat singular de població                   | 222 hab  | 41° 31′ 42″ N, 2° 05′ 08″ E / 41.528202947302°N,2.085517271146°E 149 msnm    |           |                     | Modifica les dades a Wikidata |

## església
| imatge | Nom                                           | Ubicat a               | instància de | Detalls               | coordenades | Protecció                                  | Commons (més fotos)                | Dades a WD                    |
| ------ | --------------------------------------------- | ---------------------- | ------------ | --------------------- | --- | ------------------------------------------ | ---------------------------------- | ----------------------------- |
|        | Sant Feliuet de Vilamilans                    | Sant Quirze del Vallès | església     | Estil: art preromànic | 41° 30′ 39″ N, 2° 02′ 46″ E / 41.510708°N,2.04622°E ca:Trencall de la carretera C-1413, en sentit Rubí, km 13,5 | bé integrant del patrimoni cultural català | Sant Feliuet de Vilamilans         | Modifica les dades a Wikidata |
|        | església parroquial de Sant Quirze del Vallès | Sant Quirze del Vallès | església     |                       | 41° 31′ 59″ N, 2° 04′ 52″ E / 41.533128°N,2.081123°E                                                            | bé integrant del patrimoni cultural català | Església de Sant Quirze del Vallès | Modifica les dades a Wikidata |

## masia
| imatge | Nom                   | Ubicat a               | instància de | Detalls                     | coordenades                                                                                            | Protecció                                  | Commons (més fotos)                   | Dades a WD                    |
| ------ | --------------------- | ---------------------- | ------------ | --------------------------- | --- | ------------------------------------------ | ------------------------------------- | ----------------------------- |
|        | Ca n'Arús             | Sant Quirze del Vallès | masia        |                             | 41° 31′ 24″ N, 2° 05′ 06″ E / 41.52333°N,2.08493°E 165 msnm                                            |                                            |                                       | Modifica les dades a Wikidata |
|        | Can Barnola           | Sant Quirze del Vallès | masia        |                             | 41° 31′ 09″ N, 2° 04′ 01″ E / 41.5191100706107°N,2.0669795349725°E                                     |                                            |                                       | Modifica les dades a Wikidata |
|        | Can Barra             | Sant Quirze del Vallès | masia        |                             | 41° 31′ 44″ N, 2° 04′ 55″ E / 41.528796324889°N,2.08195535726634°E ca:Passeig de can Barra             |                                            |                                       | Modifica les dades a Wikidata |
|        | Can Camps             | Sant Quirze del Vallès | masia        |                             | 41° 30′ 36″ N, 2° 04′ 18″ E / 41.509934°N,2.071785°E                                                   |                                            | Can Camps (Sant Quirze del Vallès)    | Modifica les dades a Wikidata |
|        | Can Corbera           | Sant Quirze del Vallès | masia        |                             | 41° 31′ 01″ N, 2° 02′ 20″ E / 41.517014461087°N,2.0389363638711°E ca:Camí de Can Corbera               |                                            |                                       | Modifica les dades a Wikidata |
|        | Can Feliu             | Sant Quirze del Vallès | masia        |                             | 41° 32′ 00″ N, 2° 04′ 31″ E / 41.5333543146948°N,2.07524991545126°E ca:c/ Eduard Toldrà, s/n           |                                            |                                       | Modifica les dades a Wikidata |
|        | Can Ferran            | Sant Quirze del Vallès | masia        |                             | 41° 30′ 47″ N, 2° 03′ 05″ E / 41.5130834684348°N,2.05147541950065°E                                    |                                            |                                       | Modifica les dades a Wikidata |
|        | Can Llobet            | Sant Quirze del Vallès | masia        |                             | 41° 32′ 05″ N, 2° 05′ 46″ E / 41.534683083092°N,2.09623326498514°E                                     |                                            |                                       | Modifica les dades a Wikidata |
|        | Can Pallars           | Sant Quirze del Vallès | masia        |                             | 41° 32′ 16″ N, 2° 03′ 50″ E / 41.537741°N,2.063791°E 197 msnm                                          |                                            | Can Pallars (Sant Quirze del Vallès)  | Modifica les dades a Wikidata |
|        | Can Poncic            | Sant Quirze del Vallès | masia        |                             | 41° 32′ 07″ N, 2° 04′ 00″ E / 41.535339°N,2.066749°E 190 msnm                                          |                                            | Can Poncic                            | Modifica les dades a Wikidata |
|        | Can Vigilant          | Sant Quirze del Vallès | masia        |                             | 41° 31′ 27″ N, 2° 05′ 34″ E / 41.5240534322901°N,2.092665651778°E                                      |                                            |                                       | Modifica les dades a Wikidata |
|        | Can Vinyals           | Sant Quirze del Vallès | masia        |                             | 41° 31′ 18″ N, 2° 04′ 55″ E / 41.521767°N,2.082025°E                                                   |                                            | Can Vinyals (Sant Quirze del Vallès ) | Modifica les dades a Wikidata |
|        | Can Viver de la Serra | Sant Quirze del Vallès | masia        |                             | 41° 31′ 06″ N, 2° 04′ 09″ E / 41.5184423011307°N,2.06905047690967°E ca:Carretera 1413a, km 16 246 msnm |                                            |                                       | Modifica les dades a Wikidata |
|        | Mas Duran             | Sant Quirze del Vallès | masia        | Estil: arquitectura popular | 41° 31′ 58″ N, 2° 05′ 06″ E / 41.532692°N,2.084865°E ca:Avinguda Camí del Mas / Rambla Lluís Companys  | bé integrant del patrimoni cultural català | Mas Duran (Sant Quirze del Vallès)    | Modifica les dades a Wikidata |

## monument
| imatge | Nom                        | Ubicat a               | instància de | Detalls | coordenades                                                                                 | Protecció | Commons (més fotos) | Dades a WD                    |
| ------ | -------------------------- | ---------------------- | ------------ | ------- | ------------------------------------------------------------------------------------------- | --------- | ------------------- | ----------------------------- |
|        | Escultura Continuum        | Sant Quirze del Vallès | monument     |         | 41° 31′ 50″ N, 2° 05′ 14″ E / 41.530418395996094°N,2.08715295791626°E ca:Plaça del Turonet  |           |                     | Modifica les dades a Wikidata |
|        | Monument a Rafael Casanova | Sant Quirze del Vallès | monument     |         | 41° 31′ 58″ N, 2° 05′ 17″ E / 41.532901763916016°N,2.0879640579223633°E ca:Plaça 14 d'Abril |           |                     | Modifica les dades a Wikidata |

## polígon industrial
| imatge | Nom                                        | Ubicat a               | instància de       | Detalls | coordenades                                                         | Protecció | Commons (més fotos) | Dades a WD                    |
| ------ | ------------------------------------------ | ---------------------- | ------------------ | ------- | ------------------------------------------------------------------- | --------- | ------------------- | ----------------------------- |
|        | Polígon industrial Can Canals              | Sant Quirze del Vallès | polígon industrial |         | 41° 31′ 22″ N, 2° 05′ 32″ E / 41.5228794934467°N,2.09228653306744°E |           |                     | Modifica les dades a Wikidata |
|        | Polígon industrial Can Corbera             | Sant Quirze del Vallès | polígon industrial |         | 41° 30′ 48″ N, 2° 02′ 12″ E / 41.5134457908864°N,2.03655046914223°E |           |                     | Modifica les dades a Wikidata |
|        | Polígon industrial Can Feu                 | Sant Quirze del Vallès | polígon industrial |         | 41° 32′ 13″ N, 2° 05′ 27″ E / 41.5369543195345°N,2.09069914243773°E |           |                     | Modifica les dades a Wikidata |
|        | Polígon industrial Can Torres i Can Llobet | Sant Quirze del Vallès | polígon industrial |         | 41° 31′ 48″ N, 2° 05′ 47″ E / 41.5300990739216°N,2.09632104516272°E |           |                     | Modifica les dades a Wikidata |
|        | Polígon industrial de Can Casablanques     | Sant Quirze del Vallès | polígon industrial |         | 41° 32′ 24″ N, 2° 04′ 35″ E / 41.5400375585829°N,2.07635356426875°E |           |                     | Modifica les dades a Wikidata |

## Misc
| imatge | Nom                                         | Ubicat a                                                           | instància de           | Detalls                       | coordenades                                                                                     | Protecció                                  | Commons (més fotos)       | Dades a WD                    |
| ------ | ------------------------------------------- | ------------------------------------------------------------------ | ---------------------- | ----------------------------- | ----------------------------------------------------------------------------------------------- | ------------------------------------------ | ------------------------- | ----------------------------- |
|        | Bòbila Madurell                             | Sant Quirze del Vallès                                             | jaciment arqueològic   |                               | 41° 32′ 04″ N, 2° 05′ 26″ E / 41.534334°N,2.0905°E                                              | bé integrant del patrimoni cultural català |                           | Modifica les dades a Wikidata |
|        | Casa-Museu Vila Puig                        | Sant Quirze del Vallès                                             | museu                  |                               | 41° 32′ 02″ N, 2° 04′ 46″ E / 41.53392028808594°N,2.079432964324951°E ca:Carrer Vila Puig, 45   |                                            |                           | Modifica les dades a Wikidata |
|        | Estació de Sant Quirze                      | Sant Quirze del Vallès                                             | estació de ferrocarril | Estil: noucentisme            | 41° 31′ 48″ N, 2° 05′ 19″ E / 41.53005°N,2.0886333333333°E                                      | bé integrant del patrimoni cultural català | Sant Quirze train station | Modifica les dades a Wikidata |
|        | Forn de Can Vinyals                         | Sant Quirze del Vallès                                             | teuleria               | Estil: arquitectura popular   |                                                                                                 | bé integrant del patrimoni cultural català |                           | Modifica les dades a Wikidata |
|        | Granja de Sant Feliuet                      | Sant Quirze del Vallès                                             | granja                 |                               | 41° 30′ 52″ N, 2° 03′ 05″ E / 41.5144426132805°N,2.05135970526713°E                             |                                            |                           | Modifica les dades a Wikidata |
|        | Parc de les Morisques                       | Sant Quirze del Vallès                                             | parc                   |                               | 41° 32′ 03″ N, 2° 05′ 08″ E / 41.53423°N,2.08552°E ca:Avinguda Camí del Mas                     |                                            | Parc de les Morisques     | Modifica les dades a Wikidata |
|        | Portal de Can Fonollet                      | Sant Quirze del Vallès                                             | edifici històric       |                               | 41° 31′ 19″ N, 2° 02′ 00″ E / 41.5220571439059°N,2.03337848712283°E                             |                                            |                           | Modifica les dades a Wikidata |
|        | Serra de Galliners                          | Sant Quirze del Vallès Terrassa                                    | serra                  |                               | 41° 31′ 41″ N, 2° 03′ 20″ E / 41.52815°N,2.055597°E                                             |                                            |                           | Modifica les dades a Wikidata |
|        | Torre Gorina                                | Sant Quirze del Vallès                                             | edifici residencial    | Estil: arquitectura eclèctica | 41° 31′ 43″ N, 2° 04′ 55″ E / 41.528690338134766°N,2.0818850994110107°E ca:Passeig de can Barra |                                            |                           | Modifica les dades a Wikidata |
|        | camí dels Monjos                            | Sant Cugat del Vallès Sant Quirze del Vallès Terrassa Matadepera   | camí                   | Llarg: 27.43km                | 41° 31′ 47″ N, 2° 03′ 17″ E / 41.529783°N,2.054732°E                                            |                                            | Camí dels Monjos          | Modifica les dades a Wikidata |
|        | casa consistorial de Sant Quirze del Vallès | Sant Quirze del Vallès                                             | casa consistorial      |                               | 41° 32′ 00″ N, 2° 04′ 51″ E / 41.5333524°N,2.0807222°E                                          |                                            |                           | Modifica les dades a Wikidata |
|        | habitatge al carrer Vila Puig, 8            | Sant Quirze del Vallès                                             | casa                   | Estil: arquitectura popular   | 41° 32′ 00″ N, 2° 04′ 49″ E / 41.533437°N,2.080337°E                                            | bé integrant del patrimoni cultural català | Vila Puig 8               | Modifica les dades a Wikidata |
|        | pont de Mossèn Perramon                     | Terrassa Sant Quirze del Vallès                                    | pont                   | Travessa: riera de Rubí       | 41° 31′ 39″ N, 2° 02′ 09″ E / 41.527427175367635°N,2.0357108116149907°E                         |                                            |                           | Modifica les dades a Wikidata |
|        | turó de Mataric                             | Cerdanyola del Vallès Sant Quirze del Vallès Sant Cugat del Vallès | muntanya               |                               | 41° 30′ 24″ N, 2° 04′ 30″ E / 41.50664902261203°N,2.075107097625733°E 286.71 msnm               |                                            | Turó de Mataric           | Modifica les dades a Wikidata |